# Morti il 12 novembre
| Questa pagina contiene informazioni ricavate automaticamente dalle voci biografiche con l'ausilio del template Bio e di un bot. L'aggiornamento è periodico e automatico e ricostruisce completamente la pagina. Se manca una persona in questa lista, sei pregato di non aggiungerla, ma accertati piuttosto che la sua voce biografica contenga il template Bio e che i dati anagrafici siano correttamente compilati. Se il template Bio manca, inseriscilo tu stesso o, in alternativa, metti l'avviso {{tmp\|Bio}} che ne segnala la mancanza. Se i dati riportati sono sbagliati, correggi direttamente la voce biografica; le modifiche saranno visibili in questa lista entro pochi giorni. Per chiarimenti vedi il progetto biografie. La lista contiene solo le 538 persone che sono citate nell'enciclopedia e per le quali è stato implementato correttamente il template Bio. Pagina aggiornata al 17 ago 2025. |

## VII secolo(2)
- 607 - Papa Bonifacio III, papa e vescovo (n. 540)
- 663 - Cuniberto di Colonia, vescovo e santo franco

## X secolo(2)
- 966 - Abu Ishaq Ibrahim di Ghazna, funzionario turco
- 973 - Burcardo III di Svevia, nobile tedesco

## XI secolo(3)
- 1035 - Canuto il Grande, sovrano norreno (n. 994)
- 1087 - Guglielmo I di Borgogna, conte
- 1094 - Duncan II di Scozia, re

## XII secolo(3)
- 1110 - Gebeardo III di Zähringen, vescovo cattolico tedesco
- 1139 - Magnus IV di Norvegia, re norvegese (n. 1115)
- 1182 - Agnese d'Austria, nobildonna austriaca (n. 1154)

## XIII secolo(1)
- 1202 - Canuto VI di Danimarca, re (n. 1163)

## XIV secolo(7)
- 1309 - Giovanni da Scanzo, vescovo cattolico italiano
- 1347 - Giovanni di Viktring, abate austriaco
- 1347 - Nicolò da Bruna, vescovo cattolico boemo
- 1353 - Ferrantino Malatesta, condottiero italiano (n. 1258)
- 1372 - Luigi di Beaumont, principe e conte (n. 1341)
- 1375 - Giovanni Enrico di Lussemburgo, nobile austriaco (n. 1322)
- 1391 - Bertrando Alidosi, nobile e condottiero italiano

## XV secolo(7)
- 1422 - Alberto III di Sassonia-Wittenberg, nobile (n. 1375)
- 1426 - Teodora Cantacuzena, imperatrice bizantina
- 1434 - Luigi III d'Angiò, principe francese (n. 1403)
- 1456 - Gabriele Ferretti, francescano italiano (n. 1385)
- 1463 - Diego d'Alcalá, religioso spagnolo (n. 1400)
- 1477 - Pier Candido Decembrio, letterato, funzionario e traduttore italiano (n. 1399)
- 1484 - Andrea Zamometić, arcivescovo cattolico croato (n. 1420)

## XVI secolo(14)
- 1532 - Egidio da Viterbo, umanista, filosofo e cardinale italiano (n. 1469)
- 1555 - Stephen Gardiner, vescovo cattolico e politico britannico
- 1556 - Anna Lodron, nobildonna italiana
- 1557 - Agostino Gonzaga, arcivescovo cattolico italiano (n. 1490)
- 1562 - Pietro Martire Vermigli, teologo italiano (n. 1499)
- 1565 - Carlo Visconti Borromeo, cardinale e vescovo cattolico italiano (n. 1523)
- 1567 - Anne de Montmorency, militare e nobile francese (n. 1493)
- 1574 - Francesco Stancaro, teologo italiano (n. 1501)
- 1576 - Alessandro Magno, viaggiatore italiano (n. 1538)
- 1588 - Cesare Marullo, arcivescovo cattolico italiano (n. 1537)
- 1594 - Gaspar de Quiroga y Vela, cardinale e arcivescovo cattolico spagnolo (n. 1512)
- 1594 - Francisco de Moncada y Cardona, nobile, politico e militare spagnolo (n. 1532)
- 1595 - John Hawkins, corsaro, navigatore e politico inglese (n. 1532)
- 1600 - Andrea d'Austria, vescovo cattolico, cardinale e abate austriaco (n. 1558)

## XVII secolo(18)
- 1603 - Giovanni VII di Oldenburg, nobile tedesco (n. 1540)
- 1617 - Nicolas de Neufville de Villeroy, politico e nobile francese (n. 1543)
- 1623 - Giosafat Kuncewycz, arcivescovo cattolico, monaco cristiano e santo ucraino (n. 1580)
- 1638 - Grzegorz Knapski, gesuita, grecista e filologo polacco (n. 1561)
- 1641 - Filippo Luigi III di Hanau-Münzenberg, conte tedesco (n. 1632)
- 1651 - Terenzio Alciati, gesuita, teologo e storico italiano (n. 1570)
- 1653 - Manuel de Acevedo y Zúñiga, spagnolo (n. 1586)
- 1656 - Albrycht Radziwiłł, nobile e politico polacco (n. 1595)
- 1658 - Rodrigo Ponce de León, nobile spagnolo (n. 1602)
- 1658 - Sanada Nobuyuki, militare giapponese (n. 1566)
- 1662 - Adriaen van de Venne, pittore, poeta e disegnatore olandese
- 1668 - Giovanni Battista Lorenzetti, pittore italiano
- 1670 - Bonaventura Teuli, arcivescovo cattolico italiano (n. 1596)
- 1672 - Melchior Barthel, scultore tedesco (n. 1625)
- 1675 - Giacomo Delai il Giovane, architetto italiano
- 1676 - Michele Desubleo, pittore fiammingo (n. 1601)
- 1692 - Margherita d'Este, nobile italiana (n. 1618)
- 1693 - Maria van Oosterwijck, pittrice olandese (n. 1630)

## XVIII secolo(22)
- 1712 - Tokugawa Ienobu, militare giapponese (n. 1662)
- 1712 - Domingo de Andrade, architetto spagnolo (n. 1639)
- 1715 - Francesco Terriesi, diplomatico italiano (n. 1635)
- 1720 - Peter Tordenskjold, ammiraglio norvegese (n. 1690)
- 1722 - Adriaen van der Werff, pittore olandese (n. 1659)
- 1723 - Giuseppe Clemente di Baviera, arcivescovo cattolico tedesco (n. 1671)
- 1729 - Filippo Ernesto di Schleswig-Holstein-Sonderburg-Glücksburg, duca (n. 1673)
- 1730 - Federica Elisabetta di Sassonia-Eisenach, principessa (n. 1669)
- 1730 - Juan de Cabrera, religioso, scrittore e teologo spagnolo (n. 1658)
- 1742 - Friedrich Hoffmann, medico tedesco (n. 1660)
- 1742 - Bernhard Otto von Rehbinder, generale svedese (n. 1662)
- 1744 - Léon Potier de Gesvres, cardinale e arcivescovo cattolico francese (n. 1656)
- 1747 - Cristina Luisa di Oettingen-Oettingen, duchessa (n. 1671)
- 1757 - Colley Cibber, drammaturgo e attore teatrale inglese (n. 1671)
- 1758 - Nicola Michetti, architetto italiano
- 1762 - Ludovico Merlini, cardinale e arcivescovo cattolico italiano (n. 1690)
- 1763 - Jean Dassier, medaglista svizzero (n. 1676)
- 1778 - Bernardo Caprara, diplomatico italiano (n. 1723)
- 1783 - Pasquale Carcani, letterato e filologo italiano (n. 1721)
- 1793 - Jean Sylvain Bailly, astronomo, matematico e politico francese (n. 1736)
- 1793 - Lord George Gordon, politico inglese (n. 1751)
- 1800 - Giulio Bajamonti, musicista, medico e letterato italiano (n. 1744)

## XIX secolo(51)
- 1803 - 'Abd al-'Aziz ibn Muhammad ibn Sa'ud, sovrano arabo
- 1805 - Giuseppe Andrea Rignon, politico italiano
- 1807 - Giovanni Battista de Pergen, vescovo cattolico e nobile austriaco (n. 1720)
- 1809 - Domenico Zanconti, pittore italiano
- 1813 - J. Hector St. John de Crèvecœur, scrittore francese (n. 1735)
- 1825 - Francesco Reina, letterato italiano (n. 1766)
- 1829 - Jean-Baptiste Regnault, pittore francese (n. 1754)
- 1829 - Friedrich Gottlieb Süskind, teologo tedesco (n. 1767)
- 1831 - Leopold Maximilian von Firmian, arcivescovo cattolico austriaco (n. 1766)
- 1832 - José Matías Delgado, politico e presbitero salvadoregno (n. 1767)
- 1832 - Barnaba Oriani, presbitero, matematico e astronomo italiano (n. 1752)
- 1832 - François Étienne de Rosily-Mesros, ammiraglio francese (n. 1748)
- 1834 - Vittorio Amedeo d'Assia-Rotenburg, nobile (n. 1779)
- 1836 - Juan Ramón Balcarce, politico e militare argentino (n. 1773)
- 1842 - Carlo Bini, scrittore, patriota e traduttore italiano (n. 1806)
- 1842 - Orazio Delfico, naturalista, botanico e chimico italiano (n. 1769)
- 1844 - Girolamo Manieri, vescovo cattolico italiano (n. 1757)
- 1847 - William Christopher Zeise, chimico danese (n. 1789)
- 1849 - Alexis-François Artaud de Montor, storico, diplomatico e traduttore francese (n. 1772)
- 1851 - Jean Gabriel Marchand, generale francese (n. 1765)
- 1854 - Charles Kemble, attore teatrale e impresario teatrale inglese (n. 1775)
- 1856 - Edward Adams, naturalista e chirurgo inglese (n. 1824)
- 1857 - Manuel Oribe, politico uruguaiano (n. 1792)
- 1857 - Massimiliano Spinola, entomologo italiano (n. 1780)
- 1858 - Luigi II del Liechtenstein, principe austriaco (n. 1796)
- 1860 - Domenico Capellina, politico italiano (n. 1819)
- 1862 - Giuseppe Montieri, vescovo cattolico italiano (n. 1798)
- 1862 - Illarion Illarionovič Vasil'čikov, nobile e ufficiale russo (n. 1805)
- 1863 - Charles Cavendish, I barone Chesham, politico inglese (n. 1793)
- 1865 - Elizabeth Gaskell, scrittrice britannica (n. 1810)
- 1865 - Paolo Ruffo di Bagnara, militare e diplomatico italiano (n. 1791)
- 1867 - Charles Frédéric Dubois, naturalista belga (n. 1804)
- 1869 - Bellino Briganti-Bellini, imprenditore e politico italiano (n. 1819)
- 1869 - Amos Kendall, politico statunitense (n. 1789)
- 1869 - Friedrich Overbeck, pittore tedesco (n. 1789)
- 1869 - Clemente Solaro della Margarita, politico italiano (n. 1792)
- 1870 - Auguste Duméril, zoologo francese (n. 1812)
- 1875 - Thomas Furlong, vescovo cattolico irlandese (n. 1803)
- 1877 - Paul-Antoine Cap, farmacologo e naturalista francese (n. 1788)
- 1879 - Eugenio Villoresi, ingegnere italiano (n. 1810)
- 1880 - Giovanni Stefani, presbitero, educatore e patriota italiano (n. 1797)
- 1881 - Justin Paulinier, arcivescovo cattolico francese (n. 1815)
- 1883 - Giuseppe Bianca, botanico italiano (n. 1801)
- 1887 - Mikolaj Habdank Kruszewski, linguista polacco (n. 1851)
- 1891 - Girolamo Domenichini, pittore italiano (n. 1812)
- 1891 - Henriette Mendel, tedesca (n. 1833)
- 1893 - Alexander von Bach, politico austriaco (n. 1813)
- 1894 - James Hood Wright, banchiere, dirigente d'azienda e imprenditore statunitense (n. 1836)
- 1895 - Giuseppe De Mattia, pittore e avvocato italiano (n. 1803)
- 1900 - Tom Arnold, docente e storico della letteratura inglese (n. 1823)
- 1900 - Marcus Daly, imprenditore irlandese (n. 1841)

## XX secolo(238)
- 1902 - William Henry Barlow, fisico inglese (n. 1812)
- 1902 - Odgen Rood, fisico statunitense (n. 1831)
- 1903 - Giuseppe Apollonio, vescovo cattolico italiano (n. 1829)
- 1906 - William Rufus Shafter, generale statunitense (n. 1835)
- 1907 - Arnulf di Baviera, nobile (n. 1852)
- 1907 - Lewis Morris, poeta e politico gallese (n. 1833)
- 1908 - Albert Joseph, anarchico francese (n. 1875)
- 1909 - Carmelo Patamia, medico e politico italiano (n. 1826)
- 1910 - Viktor Hantzsch, geografo e storico tedesco (n. 1868)
- 1911 - Andrea Busiri Vici, architetto italiano (n. 1818)
- 1912 - José Canalejas Méndez, politico spagnolo (n. 1854)
- 1912 - William Robinson Clark, presbitero e teologo britannico (n. 1829)
- 1914 - Mordecai Cubitt Cooke, botanico e micologo britannico (n. 1825)
- 1915 - Laura Acton, nobile italiana (n. 1829)
- 1915 - Cesare Salvarezza, politico italiano (n. 1849)
- 1916 - Percival Lowell, astronomo statunitense (n. 1855)
- 1916 - Vasile Zottu, generale rumeno (n. 1853)
- 1917 - Vera Sluckaja, rivoluzionaria russa (n. 1874)
- 1918 - Aleksej Ermolaevič Ėvert, generale russo (n. 1857)
- 1919 - Thomas Brassey, II conte Brassey, nobile, editore e militare inglese (n. 1863)
- 1919 - Arturo Castelli, pittore, litografo e incisore italiano (n. 1870)
- 1920 - Angelo Bacchetta, pittore italiano (n. 1841)
- 1921 - Basilio Cittadini, giornalista italiano (n. 1843)
- 1921 - Fernand Khnopff, pittore belga (n. 1858)
- 1923 - Agathon Léonard, scultore francese (n. 1841)
- 1924 - Carlo De Stefani, geologo e paleontologo italiano (n. 1851)
- 1924 - Edmund Dene Morel, giornalista, scrittore e politico britannico (n. 1873)
- 1925 - Donald MacKenzie, canottiere canadese (n. 1874)
- 1926 - Joseph Gurney Cannon, politico statunitense (n. 1836)
- 1927 - Alessandro Lualdi, cardinale e arcivescovo cattolico italiano (n. 1858)
- 1927 - Karl Magnus Bergbohm, giurista tedesco (n. 1849)
- 1928 - Francis Leavenworth, astronomo statunitense (n. 1858)
- 1930 - Giovanni Soggiu, missionario italiano (n. 1883)
- 1932 - Dugald Clerk, inventore, ingegnere e progettista britannico (n. 1854)
- 1932 - Alessandro Tonini, ingegnere italiano (n. 1885)
- 1933 - Jack Cady, golfista statunitense (n. 1866)
- 1933 - Fred Holland Day, fotografo e editore statunitense (n. 1864)
- 1933 - Oreste De Gaspari, generale italiano (n. 1864)
- 1933 - James T. Kelley, attore irlandese (n. 1854)
- 1933 - Alois Pinggera, alpinista austriaca (n. 1843)
- 1936 - Duan Qirui, generale e politico cinese (n. 1865)
- 1939 - Norman Bethune, medico canadese (n. 1890)
- 1941 - Leo Graetz, fisico tedesco (n. 1856)
- 1941 - Charles Huntziger, generale francese (n. 1880)
- 1941 - Eduardo Schaerer, imprenditore e politico paraguaiano (n. 1873)
- 1941 - Mario Sturzo, vescovo cattolico italiano (n. 1861)
- 1942 - Laura Hope Crews, attrice statunitense (n. 1879)
- 1942 - Pëtr Grigor'ev, calciatore sovietico (n. 1899)
- 1942 - Philadelphia Jack O'Brien, pugile statunitense (n. 1878)
- 1942 - Elmer Niklander, discobolo e pesista finlandese (n. 1890)
- 1942 - Masaharu Suganami, aviatore giapponese
- 1943 - Aldo Di Loreto, partigiano e medico italiano (n. 1910)
- 1943 - Henri-Jean-Guillaume Martin, pittore francese (n. 1860)
- 1943 - Giovanni Mazza, poeta italiano (n. 1877)
- 1943 - Ferruccio Pizzigoni, militare italiano (n. 1919)
- 1943 - Lajos Werkner, schermidore ungherese (n. 1883)
- 1944 - George David Birkhoff, matematico statunitense (n. 1884)
- 1944 - Robert Curry, lottatore statunitense (n. 1882)
- 1944 - Charles M. Seay, regista, sceneggiatore e attore statunitense (n. 1867)
- 1945 - Hans Aniol, nuotatore e pallanuotista tedesco (n. 1878)
- 1945 - Telesforo Aranzadi, antropologo spagnolo (n. 1860)
- 1945 - Lorenzo Vivalda, generale italiano (n. 1890)
- 1946 - Camillo Caccia Dominioni, cardinale italiano (n. 1877)
- 1946 - Albert Bond Lambert, golfista e aviatore statunitense (n. 1875)
- 1946 - Edwin Mills, tiratore di fune britannico (n. 1878)
- 1947 - Achille Duchêne, architetto e architetto del paesaggio francese (n. 1866)
- 1947 - Emma Orczy, scrittrice britannica (n. 1865)
- 1948 - Umberto Giordano, compositore italiano (n. 1867)
- 1948 - Ettore Mambretti, generale italiano (n. 1859)
- 1949 - Walter Buch, magistrato tedesco (n. 1883)
- 1949 - Renzo Chiosso, scrittore, drammaturgo e sceneggiatore italiano (n. 1877)
- 1949 - Corinto Miliotti, calciatore italiano (n. 1904)
- 1949 - Johannes Runge, mezzofondista, velocista e lunghista tedesco (n. 1878)
- 1950 - Lesley Ashburner, ostacolista statunitense (n. 1883)
- 1950 - Hryhorij Lakota, vescovo cattolico ucraino (n. 1893)
- 1950 - Julia Marlowe, attrice teatrale statunitense (n. 1865)
- 1950 - Sergej Aleksandrovič Goleniščev-Kutuzov, ufficiale russo (n. 1885)
- 1951 - Konstantin Biebl, poeta ceco (n. 1898)
- 1951 - Ettore Carozzo, editore e antifascista italiano (n. 1892)
- 1953 - Oscar Gustafsson, calciatore svedese (n. 1889)
- 1954 - John Meehan, commediografo, sceneggiatore e regista canadese (n. 1890)
- 1954 - Alex Smith, calciatore scozzese (n. 1876)
- 1955 - Alfréd Hajós, nuotatore, architetto e calciatore ungherese (n. 1878)
- 1955 - Howard William Kennard, diplomatico e ambasciatore britannico (n. 1878)
- 1955 - Otto Nückel, pittore e illustratore tedesco (n. 1888)
- 1955 - Tin Ujević, poeta croato (n. 1891)
- 1956 - Eugenio Bonivento, pittore italiano (n. 1880)
- 1956 - Hans Eugster, ginnasta svizzero (n. 1929)
- 1956 - Juan Negrín, politico spagnolo (n. 1892)
- 1956 - Charles Cutler Torrey, orientalista, archeologo e storico delle religioni statunitense (n. 1863)
- 1957 - Alfredo Bambi, attore teatrale e drammaturgo italiano (n. 1878)
- 1957 - Fritz Schulz, giurista tedesco (n. 1879)
- 1958 - Luigi Gagnotto, generale e aviatore italiano (n. 1889)
- 1958 - Henri Hoevenaers, ciclista su strada e pistard belga (n. 1902)
- 1958 - Gustaf Söderström, tiratore di fune, pesista e discobolo svedese (n. 1865)
- 1959 - Amilcare Beretta, nuotatore, pugile e pallanuotista italiano (n. 1885)
- 1959 - Luigi Sculli, calciatore italiano (n. 1921)
- 1961 - Manlio Cremonini, politico italiano (n. 1901)
- 1961 - Max Hansen, tenore, attore e cabarettista danese (n. 1897)
- 1961 - Giuseppe Mazzini, imprenditore e politico italiano (n. 1883)
- 1962 - Roque González Garza, politico messicano (n. 1885)
- 1963 - Ernesto Bonavoglia, militare e aviatore italiano (n. 1895)
- 1963 - Georg Karo, archeologo tedesco (n. 1872)
- 1963 - Cesco Tomaselli, giornalista e scrittore italiano (n. 1893)
- 1964 - Heinz Jost, militare, agente segreto e criminale di guerra tedesco (n. 1904)
- 1964 - Aldo Silvani, attore, regista e doppiatore italiano (n. 1891)
- 1964 - Grace Valentine, attrice statunitense (n. 1884)
- 1965 - Many Benner, pittore e museologo francese (n. 1873)
- 1966 - Nicola Angelini, politico e avvocato italiano (n. 1895)
- 1966 - Don Branson, pilota automobilistico statunitense (n. 1920)
- 1966 - Paul Otto Geibel, generale e poliziotto tedesco (n. 1898)
- 1966 - Bobby Mitchell, pallanuotista britannico (n. 1913)
- 1967 - Otello Abbruciati, pugile italiano (n. 1909)
- 1967 - Angelo Di Carlo, militare e mafioso italiano (n. 1891)
- 1967 - Alberto Hidalgo, poeta e scrittore peruviano (n. 1897)
- 1968 - Iginio Sciacchitano, biologo italiano (n. 1897)
- 1968 - Karl Zuchardt, scrittore tedesco (n. 1887)
- 1969 - Marcello Barlocco, scrittore e poeta italiano (n. 1910)
- 1969 - William Friedman, crittografo statunitense (n. 1891)
- 1969 - Liu Shaoqi, politico, militare e rivoluzionario cinese (n. 1898)
- 1969 - Giuseppe Morandini, geografo italiano (n. 1907)
- 1969 - José Piendibene, allenatore di calcio e calciatore uruguaiano (n. 1890)
- 1970 - Carlos Alves, calciatore portoghese (n. 1903)
- 1972 - Rudolf Friml, compositore ceco (n. 1884)
- 1973 - David Abel, direttore della fotografia olandese (n. 1883)
- 1973 - Wacław Stachiewicz, generale e scrittore polacco (n. 1894)
- 1973 - Armand Thirard, direttore della fotografia francese (n. 1899)
- 1974 - Urbano Federighi, matematico italiano (n. 1897)
- 1974 - Guido Piovene, scrittore e giornalista italiano (n. 1907)
- 1974 - Sergéj Urusévskij, direttore della fotografia e regista sovietico (n. 1908)
- 1975 - Joe Bernstein, giocatore di poker statunitense (n. 1899)
- 1975 - Luigi Chiarini, critico cinematografico, sceneggiatore e regista italiano (n. 1900)
- 1975 - Siegfried Meier, calciatore tedesco orientale (n. 1924)
- 1975 - Violet Mersereau, attrice statunitense (n. 1892)
- 1975 - Gérard Prévot, scrittore belga (n. 1921)
- 1976 - Michail Iosifovič Gurevič, ingegnere aeronautico sovietico (n. 1893)
- 1976 - Morgan Moore Moulder, politico e avvocato statunitense (n. 1904)
- 1976 - Walter Piston, compositore statunitense (n. 1894)
- 1976 - András Wanié, nuotatore ungherese (n. 1911)
- 1977 - Edwin Hennig, paleontologo tedesco (n. 1882)
- 1977 - Ekaterina Grigor'evna Stašesvskaja-Narodickaja, regista sovietico (n. 1926)
- 1978 - Len Capewell, calciatore inglese (n. 1895)
- 1979 - Gavriil Nikolaevič Veresov, scacchista sovietico (n. 1912)
- 1980 - Mario Cirillo, politico italiano (n. 1923)
- 1980 - Harold Dash, pallanuotista statunitense (n. 1917)
- 1980 - Eva Prout, attrice statunitense (n. 1894)
- 1981 - James Corson, discobolo statunitense (n. 1906)
- 1981 - William Holden, attore statunitense (n. 1918)
- 1981 - Michele Orecchia, ciclista su strada italiano (n. 1903)
- 1981 - Herman Pilnik, scacchista tedesco (n. 1914)
- 1982 - Sula Benet, antropologa polacca (n. 1903)
- 1982 - Patrick Cowley, musicista statunitense (n. 1950)
- 1982 - Kim Ji-sung, calciatore sudcoreano (n. 1924)
- 1982 - Kåre Kongsvik, calciatore norvegese (n. 1902)
- 1982 - Eduardo Mallea, scrittore e saggista argentino (n. 1903)
- 1982 - Dorothy Round Little, tennista britannica (n. 1908)
- 1983 - Carlo Borghesio, regista, sceneggiatore e montatore italiano (n. 1905)
- 1983 - Maurice Janet, matematico francese (n. 1888)
- 1983 - Henri Laoust, orientalista francese (n. 1905)
- 1983 - Joan Sales, romanziere, poeta e traduttore spagnolo (n. 1912)
- 1984 - Chester Himes, scrittore statunitense (n. 1909)
- 1984 - Valentina Zambra, medica e chirurga italiana (n. 1897)
- 1985 - Mario Cheri, politico italiano (n. 1934)
- 1985 - Ildebrando Gregori, presbitero italiano (n. 1894)
- 1986 - Ria Baran, pattinatrice artistica su ghiaccio tedesca (n. 1922)
- 1986 - Jean-Pierre Boyer, compositore di scacchi francese (n. 1935)
- 1986 - Erich Koch, politico tedesco (n. 1896)
- 1986 - Gustavo Thorlichen, fotografo e pittore tedesco (n. 1906)
- 1987 - George Chatterton, militare britannico (n. 1911)
- 1987 - Josef Ochs, poliziotto tedesco (n. 1905)
- 1987 - Guglielmo Roehrssen, magistrato italiano (n. 1910)
- 1987 - Claudio Trevi, scultore italiano (n. 1928)
- 1987 - Cornelis Vreeswijk, cantautore olandese (n. 1937)
- 1988 - Franco Angeli, pittore italiano (n. 1935)
- 1988 - Primo Conti, pittore, compositore e scrittore italiano (n. 1900)
- 1988 - István Klimek, calciatore rumeno (n. 1913)
- 1988 - Lyman Lemnitzer, generale statunitense (n. 1899)
- 1988 - Leonard von Matt, fotografo svizzero (n. 1909)
- 1989 - Édouard Candeveau, canottiere svizzero (n. 1898)
- 1989 - Vito Consoli, politico italiano (n. 1941)
- 1989 - Armando Gentilucci, compositore, musicologo e critico musicale italiano (n. 1939)
- 1989 - Dolores Ibárruri, politica, attivista e antifascista spagnola (n. 1895)
- 1989 - Victor Putmans, calciatore belga (n. 1914)
- 1990 - Eve Arden, attrice statunitense (n. 1908)
- 1990 - Gino Mattiussi, partigiano italiano (n. 1923)
- 1990 - Luigi Milano, calciatore e allenatore di calcio italiano (n. 1913)
- 1991 - Diane Brewster, attrice statunitense (n. 1931)
- 1991 - Bobby Joe Edmonds, cestista statunitense (n. 1941)
- 1991 - Ragnar Granit, neurofisiologo finlandese (n. 1900)
- 1991 - James Schuyler, poeta statunitense (n. 1923)
- 1991 - Gabriele Tinti, attore italiano (n. 1932)
- 1991 - Tom Wukovits, cestista statunitense (n. 1916)
- 1992 - Giulio Carlo Argan, critico d'arte, storico dell'arte e politico italiano (n. 1909)
- 1992 - Charles Coles, attore, cantante e ballerino statunitense (n. 1911)
- 1992 - David Oliver, attore statunitense (n. 1962)
- 1992 - Emilio Recoba, calciatore uruguaiano (n. 1904)
- 1992 - Dan Vizanty, militare e aviatore rumeno (n. 1910)
- 1993 - Bill Dickey, giocatore di baseball e allenatore di baseball statunitense (n. 1907)
- 1993 - Harry Robbins Haldeman, politico e imprenditore statunitense (n. 1926)
- 1993 - Vincenzo Li Causi, militare e agente segreto italiano (n. 1952)
- 1993 - Dria Paola, attrice italiana (n. 1909)
- 1993 - Anna Sten, attrice sovietica (n. 1908)
- 1993 - Jill Tweedie, scrittrice e giornalista inglese (n. 1936)
- 1994 - Atanas Komšev, lottatore bulgaro (n. 1959)
- 1994 - Onni Rajasaari, triplista e lunghista finlandese (n. 1910)
- 1994 - Wilma Rudolph, velocista statunitense (n. 1940)
- 1994 - John Innes Mackintosh Stewart, scrittore e critico letterario scozzese (n. 1906)
- 1994 - John A. Volpe, politico statunitense (n. 1908)
- 1995 - Robert Stephens, attore britannico (n. 1931)
- 1995 - Willie Telfer, allenatore di calcio e calciatore scozzese (n. 1925)
- 1995 - Armando Vatta, calciatore italiano (n. 1908)
- 1996 - Peter Leeds, attore statunitense (n. 1917)
- 1996 - Rudolf Steiner, calciatore rumeno (n. 1907)
- 1996 - Mario Zuccarini, bibliotecario, bibliografo e storico italiano (n. 1920)
- 1996 - Vytautas Žalakevičius, regista e sceneggiatore lituano (n. 1930)
- 1997 - Francesco Acton, marinaio e storico dell'arte italiano (n. 1910)
- 1997 - Alberto Cavallone, regista cinematografico e sceneggiatore italiano (n. 1938)
- 1997 - James Laughlin, poeta, saggista e editore statunitense (n. 1914)
- 1997 - Maria von Maltzan, veterinaria e biologa tedesca (n. 1909)
- 1997 - Stanisław Prauss, ingegnere polacco (n. 1903)
- 1997 - Viktor Aleksandrovič Sadovskij, regista sovietico (n. 1922)
- 1997 - Helmut Scholz, militare polacco (n. 1920)
- 1997 - Carlos Surinach, compositore e direttore d'orchestra spagnolo (n. 1915)
- 1997 - Sándor Szabó, attore ungherese (n. 1915)
- 1997 - Chang Yu-Sheng, cantante, compositore e produttore discografico taiwanese (n. 1966)
- 1998 - Vindice Cavallera, politico, partigiano e antifascista italiano (n. 1911)
- 1998 - Paul Hoffman, cestista e dirigente sportivo statunitense (n. 1925)
- 1999 - Aldo Baldini, ammiraglio italiano (n. 1915)
- 1999 - Gaby Casadesus, pianista francese (n. 1901)
- 1999 - El Pescaílla, cantante, chitarrista e compositore spagnolo (n. 1925)
- 1999 - Sven Hjertsson, calciatore svedese (n. 1924)
- 1999 - Alois Jonák, calciatore cecoslovacco (n. 1925)
- 1999 - Konrad Petzold, regista, sceneggiatore e attore tedesco (n. 1930)
- 2000 - Halvar Björk, attore svedese (n. 1928)
- 2000 - Luciano Glori, cantante italiano (n. 1930)
- 2000 - Eugene Antonio Marino, arcivescovo cattolico statunitense (n. 1934)
- 2000 - Franck Pourcel, direttore d'orchestra, violinista e compositore francese (n. 1913)
- 2000 - Leah Rabin, tedesca (n. 1928)

## XXI secolo(170)
- 2001 - Luigi Bertett, partigiano italiano (n. 1916)
- 2001 - Prekshya Rajya Lakshmi Devi, principessa nepalese (n. 1952)
- 2001 - Albert Hague, attore e compositore tedesco (n. 1920)
- 2001 - Tony Miles, scacchista britannico (n. 1955)
- 2001 - Heinz Petruo, attore, doppiatore e conduttore radiofonico tedesco (n. 1918)
- 2001 - Radovan Vlajković, politico jugoslavo (n. 1924)
- 2002 - Roger Chupin, ciclista su strada francese (n. 1921)
- 2002 - Károly Doncsecz, ceramista sloveno (n. 1918)
- 2002 - Teo Ducci, superstite dell'Olocausto ungherese (n. 1913)
- 2003 - Jonathan Brandis, attore statunitense (n. 1976)
- 2003 - Enrique Santiago Fernández, calciatore argentino (n. 1944)
- 2003 - Enzo Fregosi, militare italiano (n. 1947)
- 2003 - Kay E. Kuter, attore e doppiatore statunitense (n. 1925)
- 2003 - Penny Singleton, attrice e sindacalista statunitense (n. 1908)
- 2003 - Stefano Rolla, regista italiano (n. 1937)
- 2003 - Tony Thompson, batterista e produttore discografico statunitense (n. 1954)
- 2004 - Franco Bandini, giornalista italiano (n. 1921)
- 2004 - Lucia Berlin, scrittrice statunitense (n. 1936)
- 2004 - Gino Marturano, attore italiano (n. 1931)
- 2005 - Piero Foà, fisiologo e patologo italiano (n. 1911)
- 2005 - Joe Wade, allenatore di calcio e calciatore inglese (n. 1921)
- 2005 - Abdul Malik bin Sa'ud Al Sa'ud, principe e filantropo saudita (n. 1953)
- 2006 - Custódio Alvim Pereira, arcivescovo cattolico portoghese (n. 1915)
- 2006 - Joe Cooke, cestista statunitense (n. 1948)
- 2006 - Alphonse Halimi, pugile francese (n. 1932)
- 2006 - René Libeer, pugile francese (n. 1934)
- 2006 - Mario Merola, cantante e attore cinematografico italiano (n. 1934)
- 2006 - Adam Schaff, filosofo polacco (n. 1913)
- 2006 - Fernando Caiado, allenatore di calcio e calciatore portoghese (n. 1925)
- 2007 - Francesco Branciforti, filologo italiano (n. 1923)
- 2007 - Gaston Juchet, ingegnere e progettista francese (n. 1930)
- 2007 - Ira Levin, scrittore, drammaturgo e sceneggiatore statunitense (n. 1929)
- 2007 - Pier Ugo Melandri, calciatore e dirigente sportivo italiano (n. 1927)
- 2007 - Giacomo Oreglia, scrittore, poeta e traduttore italiano (n. 1924)
- 2007 - Eugenio Porta, avvocato italiano (n. 1924)
- 2007 - Josef Rampold, giornalista, scrittore e alpinista italiano (n. 1925)
- 2007 - Sergej Rjachovskij, serial killer russo (n. 1962)
- 2008 - Gaetano Colucci, politico italiano (n. 1935)
- 2008 - Elio Giangreco, ingegnere italiano (n. 1924)
- 2008 - Mitch Mitchell, batterista inglese (n. 1946)
- 2008 - Orville Trask, giocatore di football americano statunitense (n. 1934)
- 2009 - Willy Kernen, calciatore svizzero (n. 1929)
- 2009 - Milo Navasa, alpinista italiano (n. 1925)
- 2009 - Paul Wendkos, regista e produttore televisivo statunitense (n. 1925)
- 2009 - Jan Łostowski, sollevatore polacco (n. 1951)
- 2010 - Stanisław Bobak, saltatore con gli sci polacco (n. 1956)
- 2010 - Ernst von Glasersfeld, filosofo tedesco (n. 1917)
- 2010 - Henryk Górecki, compositore polacco (n. 1933)
- 2010 - Barbaro Lo Giudice, politico e dirigente d'azienda italiano (n. 1917)
- 2010 - Raimondo Manzini, diplomatico italiano (n. 1913)
- 2010 - Eino Ojanen, cestista e allenatore di pallacanestro finlandese (n. 1924)
- 2011 - Paul Chaumont, cestista francese (n. 1921)
- 2011 - Michele Francesio, compositore italiano (n. 1937)
- 2011 - Il'ja Žitomirskij, programmatore e imprenditore russo (n. 1989)
- 2012 - Arthur Bialas, calciatore tedesco orientale (n. 1930)
- 2012 - Loris J. Bononi, farmacologo, scrittore e poeta italiano (n. 1929)
- 2012 - Sergio Oliva, culturista e sollevatore cubano (n. 1941)
- 2012 - Daniel Stern, psichiatra e psicoanalista statunitense (n. 1934)
- 2012 - Ron Stretton, pistard britannico (n. 1930)
- 2013 - Mavis Lever, crittografa britannica (n. 1921)
- 2013 - Giuseppe Casari, calciatore italiano (n. 1922)
- 2013 - Erik Dyreborg, calciatore danese (n. 1940)
- 2013 - Luis Ibarra, allenatore di calcio cileno (n. 1937)
- 2013 - Tore Lindseth, allenatore di calcio e calciatore norvegese (n. 1948)
- 2013 - Luciano Melani, attore, doppiatore e direttore del doppiaggio italiano (n. 1928)
- 2013 - Massimo Nosetti, organista, compositore e direttore d'orchestra italiano (n. 1960)
- 2013 - Steve Rexe, hockeista su ghiaccio canadese (n. 1947)
- 2013 - Al Ruscio, attore statunitense (n. 1924)
- 2013 - Aleksandr Aleksandrovič Serebrov, cosmonauta sovietico (n. 1944)
- 2013 - John Tavener, compositore britannico (n. 1944)
- 2013 - Kurt Trampedach, pittore e scultore danese (n. 1943)
- 2013 - William Weaver, traduttore e saggista statunitense (n. 1923)
- 2014 - Elisabetta Campus, attivista italiana (n. 1960)
- 2014 - Warren Clarke, attore britannico (n. 1947)
- 2014 - Francesco Floris, politico e storico italiano (n. 1939)
- 2014 - Joséphine Ladwig, modella francese (n. 1924)
- 2014 - Marge Roukema, politica statunitense (n. 1929)
- 2014 - Viktor Serebrjanikov, allenatore di calcio e calciatore sovietico (n. 1940)
- 2014 - Vincenzo Simonelli, avvocato e politico italiano (n. 1929)
- 2014 - Fabrizio Trecca, scrittore e conduttore televisivo italiano (n. 1940)
- 2014 - Nii Welbeck, calciatore ghanese (n. 1976)
- 2015 - Lucian Bălan, calciatore e allenatore di calcio rumeno (n. 1959)
- 2015 - Márton Fülöp, calciatore ungherese (n. 1983)
- 2015 - Jihadi John, terrorista e criminale kuwaitiano (n. 1988)
- 2015 - Tom King, cestista statunitense (n. 1924)
- 2015 - Pál Várhidi, allenatore di calcio e calciatore ungherese (n. 1931)
- 2016 - Cranio Randagio, rapper italiano (n. 1994)
- 2016 - Malek Chebel, scrittore, filosofo e antropologo algerino (n. 1953)
- 2016 - Francisco Sendra, calciatore spagnolo (n. 1931)
- 2016 - Edgard Sorgeloos, ciclista su strada, pistard e dirigente sportivo belga (n. 1930)
- 2016 - Lupita Tovar, attrice messicana (n. 1910)
- 2016 - Turki II bin Abd al-Aziz Al Sa'ud, principe, politico e imprenditore saudita (n. 1934)
- 2016 - Paul Vergès, politico francese (n. 1925)
- 2016 - Pietro Zanfagnini, politico e avvocato italiano (n. 1932)
- 2017 - Michel Chapuis, organista e insegnante francese (n. 1930)
- 2017 - Georges Firmin, sollevatore francese (n. 1924)
- 2017 - Miklós Holop, pallanuotista ungherese (n. 1925)
- 2017 - Alfonso Dante Mion, calciatore italiano (n. 1930)
- 2017 - Abd al-Wahid Pallavicini, islamista italiano (n. 1926)
- 2017 - Bernard Panafieu, cardinale e arcivescovo cattolico francese (n. 1931)
- 2017 - Sol Schlinger, sassofonista statunitense (n. 1926)
- 2018 - Marcella Jeandeau, velocista italiana (n. 1928)
- 2018 - Stan Lee, fumettista, scrittore e editore statunitense (n. 1922)
- 2018 - Adolfo Medrick, cestista panamense (n. 1956)
- 2018 - David Pearson, pilota automobilistico statunitense (n. 1934)
- 2018 - Carl Sargent, autore di giochi e parapsicologo britannico (n. 1952)
- 2018 - Giancarlo Zilio, politico italiano (n. 1929)
- 2019 - Mel Brown, cestista canadese (n. 1935)
- 2019 - Harry Lamme, pallanuotista olandese (n. 1935)
- 2019 - Luciano Marin, attore italiano (n. 1931)
- 2019 - Charles Perrow, sociologo statunitense (n. 1925)
- 2019 - Almerico Realfonzo, ingegnere e partigiano italiano (n. 1927)
- 2019 - Son Seok-u, paroliere e compositore sudcoreano (n. 1920)
- 2019 - Mitsuhisa Taguchi, calciatore giapponese (n. 1955)
- 2019 - Mauro Valeri, sociologo, psicoterapeuta e scrittore italiano (n. 1960)
- 2019 - Vincenzo Zazzaro, calciatore italiano (n. 1951)
- 2020 - Nella Brambatti, politica italiana (n. 1949)
- 2020 - Boris Gurevič, lottatore sovietico (n. 1937)
- 2020 - Kanybek Isakov, politico e filologo kirghiso (n. 1969)
- 2020 - Nelly Kaplan, regista e scrittrice argentina (n. 1931)
- 2020 - Lynn Kellogg, attrice e cantante statunitense (n. 1943)
- 2020 - Masatoshi Koshiba, fisico giapponese (n. 1926)
- 2020 - Tibor Méray, scrittore e giornalista ungherese (n. 1924)
- 2020 - Albert Quixall, calciatore inglese (n. 1933)
- 2020 - Jerry Rawlings, militare e politico ghanese (n. 1947)
- 2020 - Gernot Roll, direttore della fotografia tedesco (n. 1939)
- 2020 - Krasnodar Rora, allenatore di calcio e calciatore jugoslavo (n. 1945)
- 2020 - Quintino Scolavino, pittore italiano (n. 1945)
- 2020 - Aldo Tambellini, artista italiano (n. 1930)
- 2020 - Ettore Trevisan, allenatore di calcio e calciatore italiano (n. 1929)
- 2020 - Howard Winter, mafioso statunitense (n. 1929)
- 2021 - Bob Bondurant, pilota automobilistico statunitense (n. 1933)
- 2021 - Lothar Claesges, pistard tedesco (n. 1942)
- 2021 - Matthew Festing, religioso britannico (n. 1949)
- 2021 - Ron Flowers, calciatore inglese (n. 1934)
- 2021 - Gian Piero Galeazzi, telecronista sportivo, conduttore televisivo e giornalista italiano (n. 1946)
- 2021 - Aleksandr Lenëv, calciatore sovietico (n. 1944)
- 2021 - Ágata Lys, attrice spagnola (n. 1953)
- 2021 - Mariana Prommel, attrice e conduttrice televisiva argentina (n. 1968)
- 2022 - Omero Andreani, allenatore di calcio e calciatore italiano (n. 1935)
- 2022 - Roland Buchs-Binz, ufficiale svizzero (n. 1940)
- 2022 - John Connaughton, calciatore inglese (n. 1949)
- 2022 - Agostino Dodero, fisarmonicista, organista e compositore italiano (n. 1935)
- 2022 - Cor van der Gijp, calciatore olandese (n. 1931)
- 2022 - Mehran Karimi Nasseri, criminale iraniano (n. 1945)
- 2022 - Kazuki Ōmori, regista, produttore cinematografico e sceneggiatore giapponese (n. 1952)
- 2022 - Frank D. Robinson, ingegnere statunitense (n. 1930)
- 2023 - Aldo Bet, calciatore e allenatore di calcio italiano (n. 1949)
- 2023 - Roman Čechmánek, hockeista su ghiaccio ceco (n. 1971)
- 2023 - Mustafa Hasanagić, calciatore e dirigente sportivo jugoslavo (n. 1941)
- 2023 - Akgün Kaçmaz, calciatore turco (n. 1935)
- 2023 - Helena Pilejczyk, pattinatrice di velocità su ghiaccio polacca (n. 1931)
- 2023 - Nina Nikolaevna Sadur, scrittrice e drammaturga russa (n. 1950)
- 2023 - Kraft Schepke, canottiere tedesco (n. 1934)
- 2023 - Karel Schwarzenberg, politico, nobile e imprenditore ceco (n. 1937)
- 2023 - José María Castillo Sánchez, scrittore e teologo spagnolo (n. 1929)
- 2023 - René Vizcaíno, calciatore messicano (n. 1946)
- 2023 - Don Walsh, oceanografo e esploratore statunitense (n. 1931)
- 2023 - Kusuma Wardhani, arciera indonesiana (n. 1964)
- 2024 - Bronisław Bernacki, vescovo cattolico ucraino (n. 1944)
- 2024 - Roy Haynes, batterista statunitense (n. 1925)
- 2024 - Michael Hübner, pistard tedesco (n. 1959)
- 2024 - Otepa Kalambay, calciatore della Repubblica Democratica del Congo (n. 1948)
- 2024 - Thomas Eugene Kurtz, matematico e informatico statunitense (n. 1928)
- 2024 - René Marchand, giornalista e saggista francese (n. 1935)
- 2024 - Bent Mejding, attore e regista teatrale danese (n. 1937)
- 2024 - Song Jae-rim, attore e modello sudcoreano (n. 1985)
- 2024 - Coşkun Taş, calciatore turco (n. 1935)
- 2024 - Vardis Vardinoyannis, armatore e imprenditore greco (n. 1933)
- 2024 - Timothy West, attore britannico (n. 1934)